# Wspólnota administracyjna Maulbronn
Wspólnota administracyjna Maulbronn – wspólnota administracyjna (niem. Vereinbarte Verwaltungsgemeinschaft) w Niemczech, w kraju związkowym Badenia-Wirtembergia, w rejencji Karlsruhe, w regionie Nordschwarzwald, w powiecie Enz. Siedziba wspólnoty znajduje się w mieście Maulbronn, przewodniczącym jej jest Andreas Felchle.
Wspólnota administracyjna zrzesza jedno miasto i jedną gminę wiejską:
- Maulbronn, miasto, 6 514 mieszkańców, 25,44 km²
- Sternenfels, 2 775 mieszkańców, 17,32 km²